# Cymothoe overlaeti
Cymothoe overlaeti är en fjärilsart. Cymothoe overlaeti ingår i släktet Cymothoe och familjen praktfjärilar. Inga underarter finns listade i Catalogue of Life.